# Diocesi di San Felipe (Cile)
La diocesi di San Felipe (in latino Dioecesis Sancti Philippi) è una sede della Chiesa cattolica in Cile suffraganea dell'arcidiocesi di Santiago del Cile. Nel 2022 contava 219.285 battezzati su 347.780 abitanti. È retta dal vescovo Gonzalo Arturo Bravo Álvarez.

## Territorio
La diocesi comprende le province di San Felipe de Aconcagua, Los Andes e Petorca, nella regione di Valparaíso, in Cile.
Sede vescovile è la città di San Felipe, dove si trova la cattedrale di San Filippo apostolo.
Il territorio si estende su 10.302 km² ed è suddiviso in 29 parrocchie, raggruppate in 3 decanati.

### Parrocchie

#### Decanato di San Felipe
- Cattedrale di San Filippo apostolo, San Felipe
- Nostra Signora della Mercede, San Felipe
- Nostra Signora di Andacollo, San Felipe
- Spirito Santo, San Felipe
- Sacra Famiglia, San Felipe
- Sant'Antonio di Padova, Almendral
- San Giuseppe, Catemu
- San Francesco d'Assisi, Curimón
- Sant'Ignazio di Loyola, Llay Llay
- San Massimiano, Panquehue
- Sant'Antonio, Putaendo
- Nostra Signora del Carmine, Rinconada de Silvaí
- Immacolata Concezione, Santa María

#### Decanato di Los Andes
- Santa Rosa, Los Andes
- Assunzione della Beata Vergine Maria, Los Andes
- Nostra Signora di Fatima, Los Andes
- Santo Cristo della Salvezza, Los Andes
- Nostra Signora della Mercede, Los Andes
- San Giuseppe Operaio, Los Andes
- Santo Stefano, San Esteban

#### Decanato di Petorca
- San Domenico, La Ligua
- Sal Lorenzo del Ingenio, Cabildo
- San Luigi Re, Catapilco
- Nostra Signora del Carmine, Placilla de La Ligua
- Nostra Signora della Mercede, Petorca
- Sacro Cuore di Gesù, Chincolco
- Sant'Anna, Longotoma
- Nostra Signora della Mercede, Papudo
- Santa Teresa di Gesù, Zapallar

### Santuario
- Santuario di Santa Teresa delle Andes, Auco - Rinconada de Los Andes

## Storia
La diocesi è stata eretta il 18 ottobre 1925 con la bolla Apostolicis muneris ratio di papa Pio XI, ricavandone il territorio dall'arcidiocesi di Santiago del Cile.
Il 30 aprile 1960 ha ceduto una porzione del suo territorio a vantaggio dell'erezione della prelatura territoriale di Illapel.
Nel 1981 si è ampliata, incorporando la parrocchia di Llay Llay, che era appartenuta alla diocesi di Valparaíso.

## Cronotassi dei vescovi
Si omettono i periodi di sede vacante non superiori ai 2 anni o non storicamente accertati.
- Melquisedec del Canto Terán † (14 dicembre 1925 - 19 marzo 1938 dimesso[1])
- Roberto Benardino Berríos Gaínza, O.F.M. † (19 marzo 1938 - 23 novembre 1957 dimesso[2])
- Ramón Munita Eyzaguirre † (23 novembre 1957 - 23 aprile 1963 dimesso[3])
- José Luis Castro Cabrera † (10 maggio 1963 - 26 gennaio 1965 deceduto)
- Enrique Alvear Urrutia † (7 giugno 1965 - 9 febbraio 1974 nominato vescovo ausiliare di Santiago del Cile[4])
- Francisco de Borja Valenzuela Ríos † (25 marzo 1974 - 3 maggio 1983 nominato arcivescovo, titolo personale, di Valparaíso)
- Manuel Camilo Vial Risopatrón (20 dicembre 1983 - 21 settembre 2001 nominato vescovo di Temuco)
- Cristián Contreras Molina, O. de M. (19 luglio 2002 - 21 settembre 2018 dimesso)[5]
- Gonzalo Arturo Bravo Álvarez, dal 26 maggio 2020

## Statistiche
La diocesi nel 2022 su una popolazione di 347.780 persone contava 219.285 battezzati, corrispondenti al 63,1% del totale.
| anno | popolazione | popolazione | popolazione | presbiteri | presbiteri | presbiteri | presbiteri                | diaconi | religiosi | religiosi | parrocchie |
| anno | battezzati  | totale      | %           | numero     | secolari   | regolari   | battezzati per presbitero | diaconi | uomini    | donne     | parrocchie |
| ---- | ----------- | ----------- | ----------- | ---------- | ---------- | ---------- | ------------------------- | ------- | --------- | --------- | ---------- |
| 1949 | 125.000     | 130.000     | 96,2        | 60         | 38         | 22         | 2.083                     |         | 34        | 129       | 24         |
| 1966 | 151.844     | 162.600     | 93,4        | 51         | 32         | 19         | 2.977                     |         | 22        | 169       | 26         |
| 1968 | 155.071     | 167.340     | 92,7        | 53         | 34         | 19         | 2.925                     |         | 43        | 131       | 26         |
| 1976 | 156.000     | 160.000     | 97,5        | 54         | 20         | 34         | 2.888                     | 2       | 45        | 165       | 27         |
| 1980 | 180.392     | 196.630     | 91,7        | 43         | 23         | 20         | 4.195                     | 2       | 34        | 171       | 27         |
| 1990 | 221.104     | 276.381     | 80,0        | 53         | 36         | 17         | 4.171                     | 2       | 32        | 167       | 29         |
| 1999 | 242.000     | 302.000     | 80,1        | 51         | 31         | 20         | 4.745                     | 4       | 33        | 127       | 29         |
| 2000 | 245.000     | 306.000     | 80,1        | 51         | 31         | 20         | 4.803                     | 2       | 32        | 126       | 29         |
| 2001 | 248.000     | 310.000     | 80,0        | 55         | 35         | 20         | 4.509                     | 7       | 31        | 123       | 29         |
| 2002 | 250.000     | 313.000     | 79,9        | 54         | 34         | 20         | 4.629                     | 6       | 30        | 125       | 29         |
| 2003 | 247.224     | 309.028     | 80,0        | 53         | 34         | 19         | 4.664                     | 6       | 29        | 125       | 29         |
| 2004 | 247.224     | 309.028     | 80,0        | 51         | 30         | 21         | 4.847                     | 12      | 31        | 120       | 29         |
| 2010 | 269.000     | 337.000     | 79,8        | 56         | 37         | 19         | 4.803                     | 10      | 28        | 96        | 29         |
| 2014 | 279.000     | 349.000     | 79,9        | 50         | 31         | 19         | 5.580                     | 10      | 28        | 106       | 29         |
| 2017 | 191.233     | 325.000     | 58,8        | 50         | 30         | 20         | 3.824                     | 9       | 23        | 95        | 29         |
| 2020 | 213.043     | 337.720     | 63,1        | 40         | 27         | 13         | 5.326                     | 20      | 20        | 77        | 29         |
| 2022 | 219.285     | 347.780     | 63,1        | 32         | 25         | 7          | 6.852                     | 18      | 13        | 82        | 29         |